# Geschichte der Stadt Fürth
Die Geschichte der Stadt Fürth wird um das Jahr 1000 urkundlich greifbar.

## Mittelalter und frühe Neuzeit

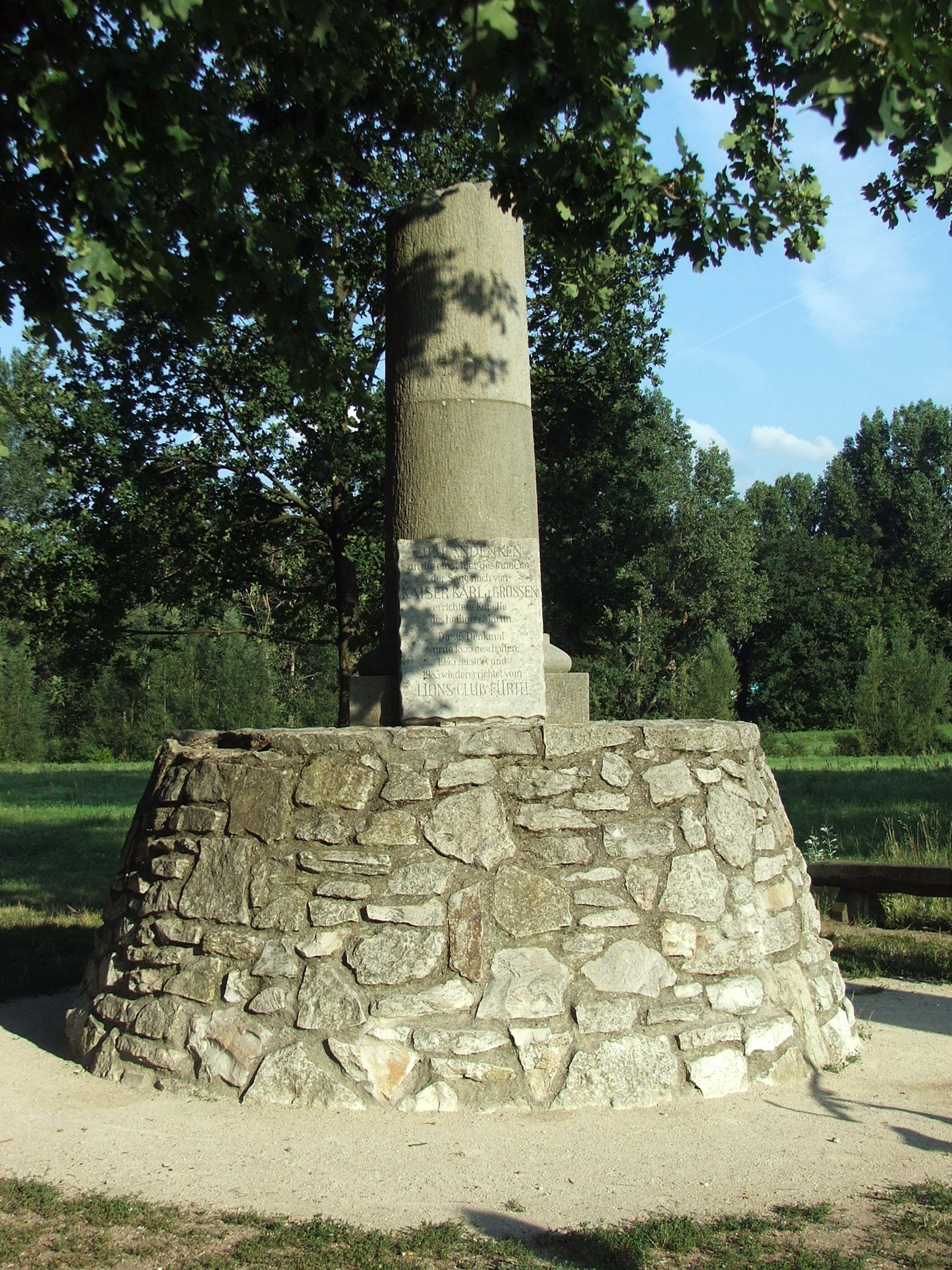
Gedenkstein an der Kapellenruh, dem vermutlich ältesten Siedlungsbereich Fürths

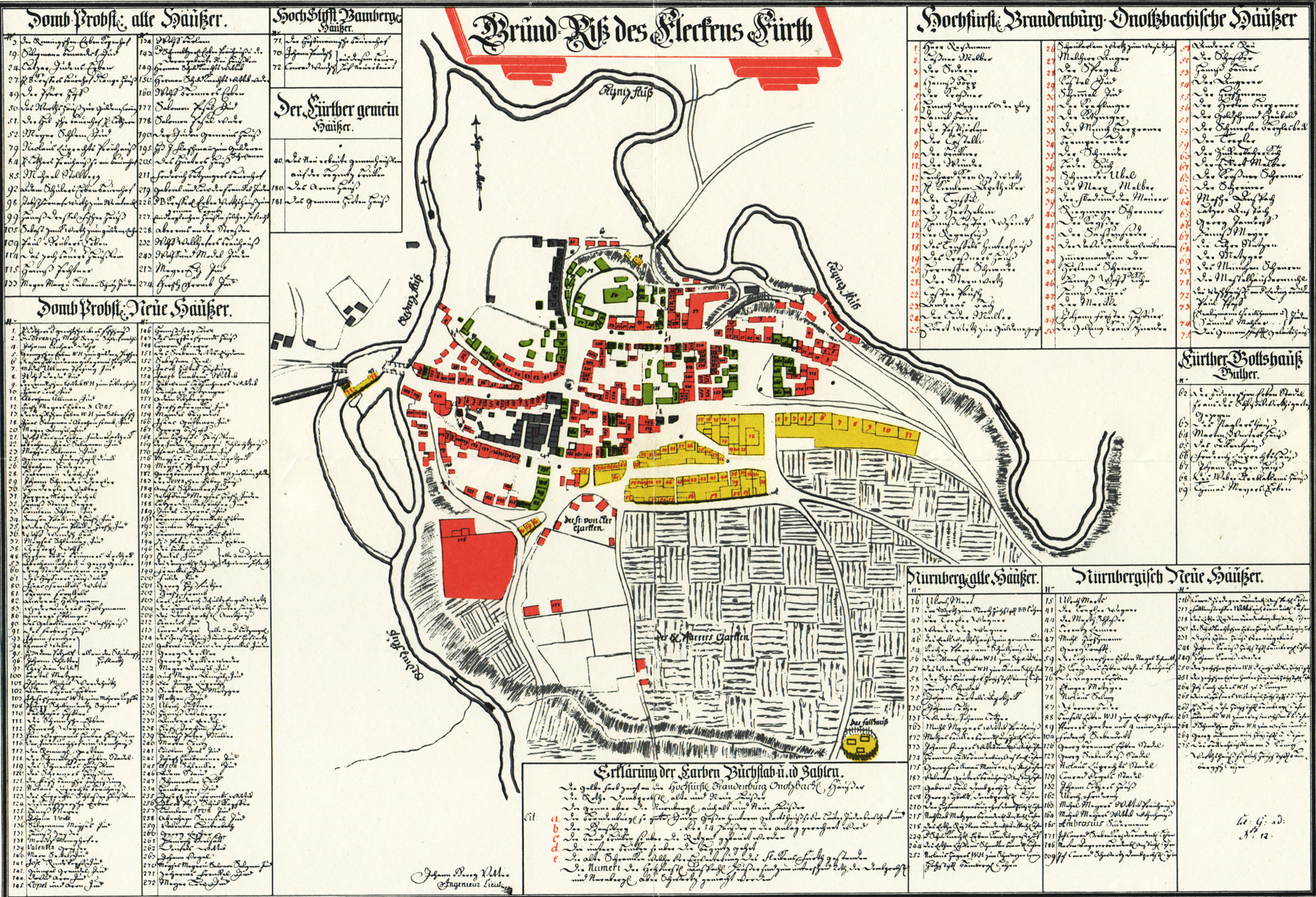
Dreiherrschaft: Aufteilung im Jahre 1717. Grün: Nürnberger Anwesen. Gelb: Ansbach. Rot: Dompropst Bamberg.

Die Entstehung eines Königshofs in Fürth wird in fränkischer Zeit im 7. oder 8. Jahrhundert vermutet. Indizien wie die Widmung der ersten Kirche, der Kapelle St. Martin im Wiesengrund der Rednitz, deuten auf die Mitte des 8. Jahrhunderts. Einer Sage nach soll die Stadt gar durch Karl den Großen im Jahr 793 gegründet worden sein.
Die strategisch günstige Stelle an einer Rednitzfurt an der alten Straße von Frankfurt am Main über Würzburg nach Regensburg, die im Wesentlichen der heutigen B 8 entspricht, bot ideale Voraussetzungen für eine Siedlung. Zugleich war eine relativ seichte Stelle der Pegnitz erreichbar, die eine Verbindung von Bamberg nach Süden ermöglichte. Die Furten sind heute durch Maxbrücke und Ludwigsbrücke ersetzt. Ob die wichtige Rednitzfurt an der Stelle der heutigen Maxbrücke lag, ist allerdings nicht sicher. Nach Ansicht des Fürther Historikers und früheren Heimatpflegers Alexander Mayer lag sie rund 250 Meter weiter nördlich im Bereich der Dietrich-Bonhoeffer-Brücke. Da die Verlängerung der Gustavstraße als historische Hauptstraße Fürths zur Martinskapelle führt, vermutet Mayer die Keimzelle Fürths im Bereich der Kapelle. Erst in der Zeit der Ungarneinfälle sei die Siedlung auf das höhere Gelände um die Michaelskirche verlegt worden.
Gesichert wird Fürth zuerst in einer während der Synode von Frankfurt 1007 ausgestellten Urkunde Kaiser Heinrichs II. vom 1. November 1007 genannt; in dieser Urkunde schenkte Heinrich sein Eigentum locum Furti dictum im Nordgau dem Domkapitel Bamberg. Daneben existiert eine gut 100 Jahre ältere Urkunde vom 19. März 907, die einen Gütertausch zwischen Kloster Fulda und Kloster Echternach bestätigt; den Tausch vollzog der ostfränkische König Ludwig das Kind vor dem Reichstag zu Fürth (actum in loco Furt dicto). Der Ausstellort dieser Urkunde ist am ehesten, jedoch keineswegs mit unbedingter Sicherheit, als Fürth an der Rednitz zu deuten; sie gilt daher als umstritten.
1062 verlieh König Heinrich IV. Fürth erneut das Marktrecht, das sein Vater (König Heinrich III.) zwischen 1039 und 1056 an das um diese Zeit entstandene Nürnberg vergeben hatte.
1385 wurde der Fürther Stadtwald als Fürberg-Waldung in einem Urteil des Heinrich Schultheiß und der Schöffen der Stadt Nürnberg im Prozess um den Wald zwischen Fürth und Zirndorf erstmals urkundlich erwähnt.
Burggraf Konrad II. von Nürnberg (genannt „der Fromme“) gab 1314, unter Erneuerung der Stiftungsbriefe von 1303 und 1307, die Vogtei über Fürth an das Hochstift Bamberg zurück. Da die Burggrafen von Nürnberg ihre landeshoheitlichen Ansprüche auf Fürth aufrechterhielten, standen als Rivalen einander zunächst der Fürstbischof von Bamberg und die Burggrafen von Nürnberg (ab 1415 Markgrafen von Brandenburg-Ansbach) gegenüber. Hinzu kam dann auch noch die Reichsstadt Nürnberg. Diese sogenannte „Dreiherrschaft“ führte vom 15. bis zum Ende des 18. Jahrhunderts zu Streitigkeiten um die territorialen Rechtsgrundlagen, insbesondere um die hohe Gerichtsbarkeit und die Landeshoheit. Dieser besondere Status Fürths ermöglichte den Bewohnern allerdings auch besondere Freiheiten und legte den Grundstein für die erfolgreiche Entwicklung der jüdischen Gemeinde in Fürth. (s. u.: #Jüdische Gemeinde)

## Neuzeit

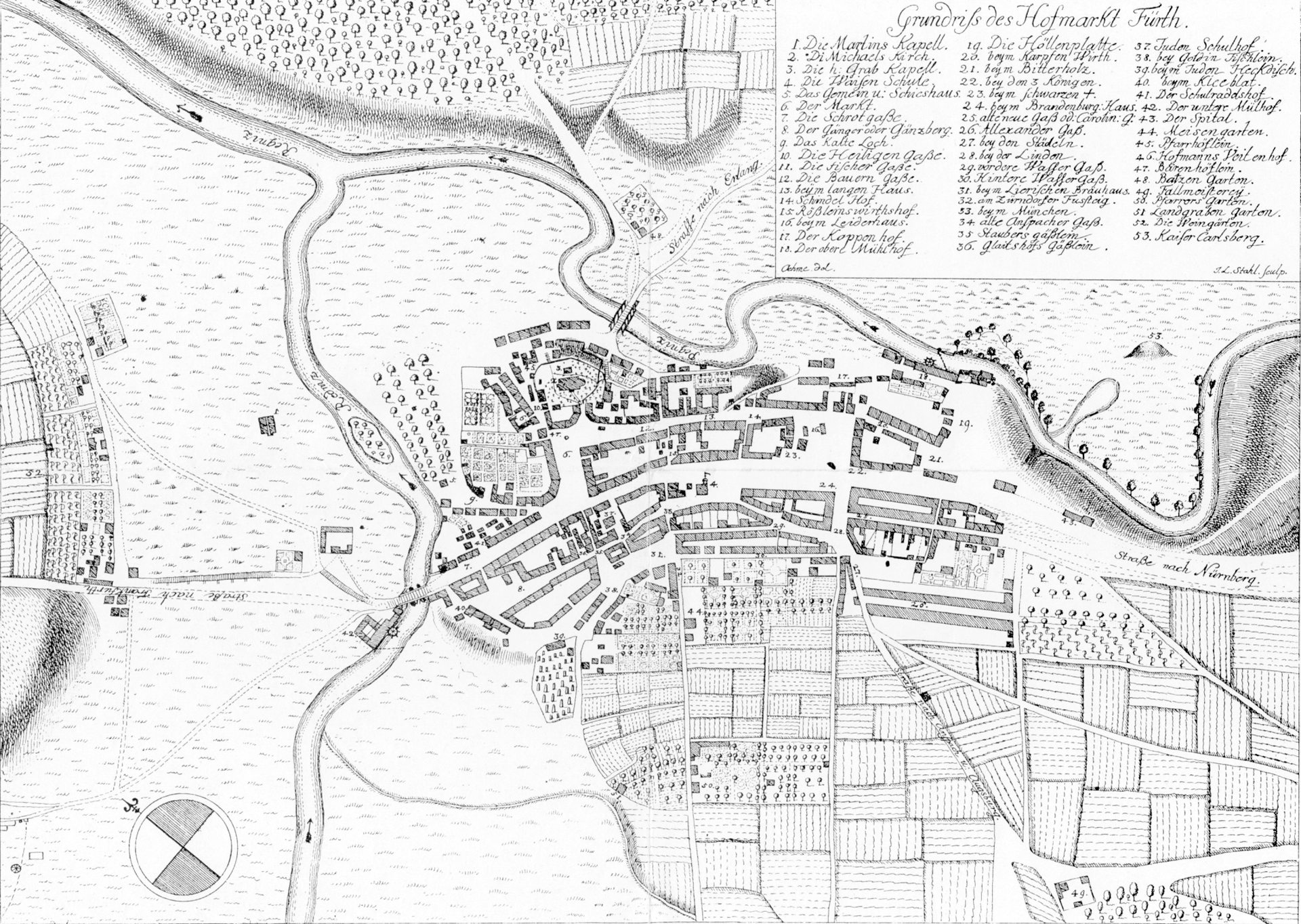
Fürth im Jahre 1789

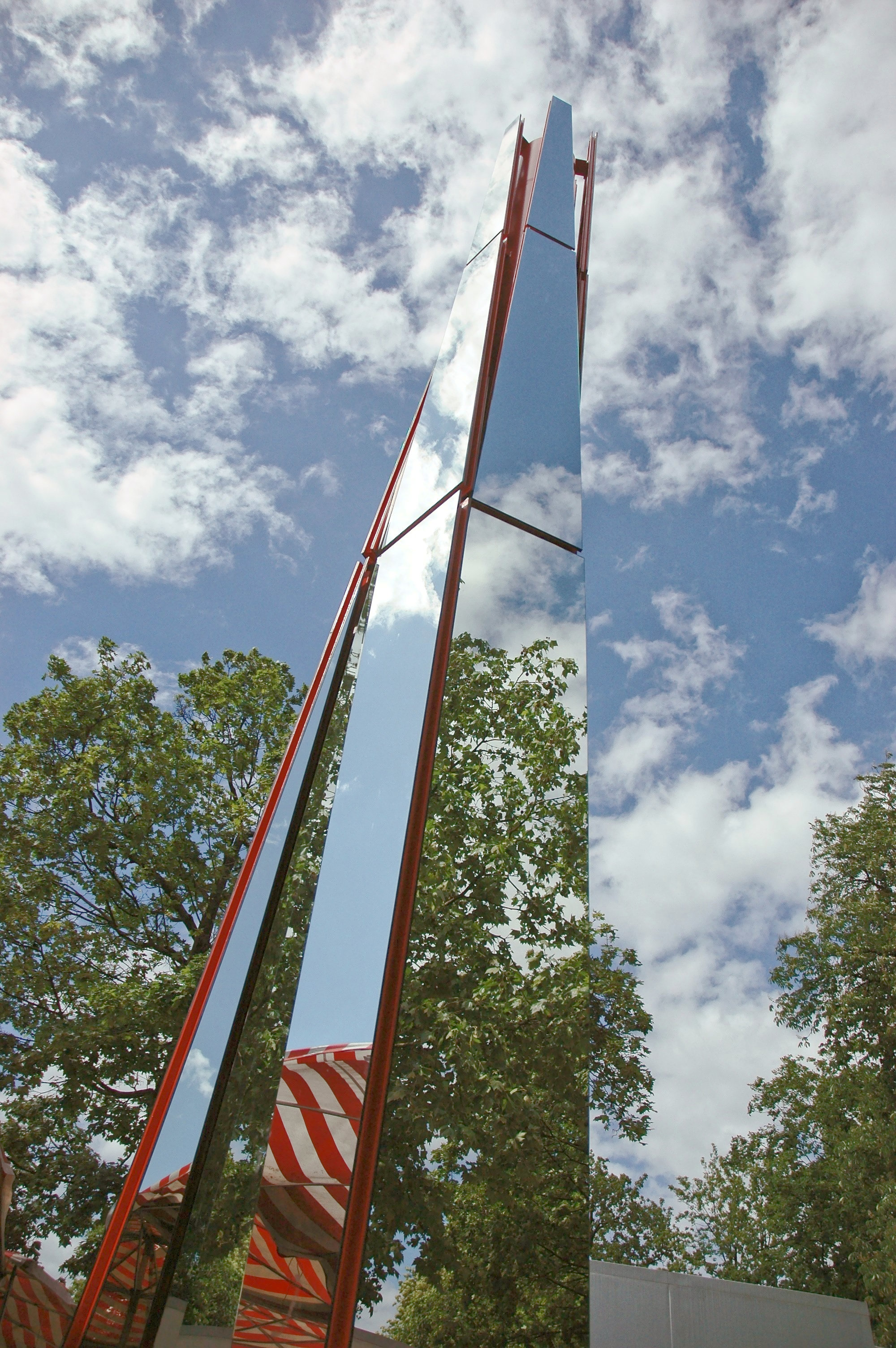
Spiegelsäule als Erinnerung an die bedeutende Spiegelindustrie in der Stadt

Die Markgrafen von Ansbach, die Dompropstei in Bamberg und die Reichsstadt Nürnberg übten die Herrschaft bis 1792 aus, wobei es oft Streitigkeiten gab. Während des Dreißigjährigen Kriegs waren 1632 Fürth und Zirndorf Schauplatz der Schlacht an der Alten Veste zwischen dem schwedischen König Gustav II. Adolf und dem kaiserlichen Feldherrn Wallenstein. Am 8. September 1634 wurde die Stadt bis auf wenige Häuser niedergebrannt.
Um 1685 wanderten viele protestantische Glaubensflüchtlinge aus Frankreich und den Niederlanden ein. Dadurch entstanden neue Gewerbezweige wie Tabakfabrikation, Strumpfwirkerei, Seiden- und Bortenweberei, Seidenfärberei und Kleinuhrmacherei; nach 1700 wurden die ersten bambergischen und ansbachischen Handwerksordnungen erlassen. Trotzdem bestand noch eine gewisse „Gewerbefreiheit“. Als vorherrschend bildeten sich heraus: das Gold-/ Metallschläger-, Spiegelmacher-, Glas-, Brillenmacher- sowie das Schreiner- und Drechslerhandwerk.
Ende des 18. Jahrhunderts war Fürth Hauptstützpunkt der sogenannten Großen Fränkischen Diebes- und Räuberbande, die teilweise auch „Fürther Diebes- und Räuberbande“ genannt wurde. Durch die Abdankung des letzten Markgrafen von Brandenburg-Ansbach-Bayreuth, Christian Friedrich Carl Alexander, endete 1792 die bisherige „Dreiherrschaft“, Fürth wurde preußisch. 1806 ging Fürth an Bayern und wurde Stadt, zunächst 1808 als Stadt II. Klasse und von Staatsbeamten verwaltet, ab 1818 Stadt I. Klasse mit eigener Verwaltung und Polizeigewalt. 
Im 19. Jahrhundert entwickelte sich Fürth zu einer Industriestadt. 1835 fuhr die erste Eisenbahn Deutschlands auf der Ludwigseisenbahn zwischen Nürnberg und Fürth. Der Ludwig-Donau-Main-Kanal zwischen Bamberg und Nürnberg mit seinem Kanalhafen bei Poppenreuth wurde 1843 in Betrieb genommen. 1846 folgte die Eröffnung der Gesamtstrecke bis zur Donau in Kelheim.
1862 wurde Fürth Sitz eines Bezirksamtes, aus dem später der Landkreis Fürth hervorging. Die Stadt selbst blieb stets eine kreisfreie Stadt.
Ein Zusammenschluss mit Nürnberg wurde in einer Volksabstimmung 1922 von den Fürther Bürgern mit großer Mehrheit abgelehnt. Die vom damaligen Nürnberger Bürgermeister Willy Liebel 1940 angeregte Eingemeindung per Führererlass nach Nürnberg auf Grund des Weggangs des bisherigen Fürther Oberbürgermeisters Franz Jakob verschob Adolf Hitler auf die Zeit nach dem Krieg. Die Stelle des Fürther Oberbürgermeisters wurde nicht mehr besetzt, die Amtsgeschäfte führte der Zweite Bürgermeister Karl Häupler bis 1944 in Vertretung, dann bis Kriegsende kommissarisch.
Während der Zeit der NS-Gewaltherrschaft wurde beim Novemberpogrom 1938 die Synagoge der Jüdischen Gemeinde in der Geleitsgasse durch SA-Männer geschändet und zerstört. Seit 1986 erinnert eine Mahnmals-Plastik des japanischen Bildhauers Kunihito Kato an dieses Geschehen.
Im Zweiten Weltkrieg wurde Fürth von alliierten Bombenangriffen nicht so getroffen wie viele andere Städte dieser Größenordnung. Etwa elf Prozent der Bausubstanz wurde total zerstört, viele Gebäude wurden beschädigt, etwa zehn Prozent der Stadt blieben unbeschädigt.(Luftangriffe auf Fürth). Nach Kriegsende wurden 15.000 Heimatvertriebene in Fürth aufgenommen.

## Jüdische Gemeinde
Erste jüdische Einwohner sind in Fürth ab 1440 nachweisbar. Eine jüdische Gemeinde existierte zu diesem Zeitpunkt allerdings noch nicht. 1528 gestattete Markgraf Georg der Fromme von Ansbach zwei Juden, sich gegen Schutzgeld für sechs Jahre in der Stadt niederzulassen. Ab 1556 wurde der Zuzug von Juden auch auf dem Domstift Bamberg unterstellten Gebiet der Stadt bewilligt. Die Ansiedlung war im gesamten Ansbacher und Bamberger Stadtgebiet gestattet, so dass es im Gegensatz zu anderen Städten nicht zu einer Ghettobildung kam. Nur das Nürnberger Gebiet war während der Zeit der "Dreiherrschaft" tabu, da die Reichsstadt Nürnberg der Aufnahme von jüdischen Familien ablehnend gegenüberstand.
Die Juden errichteten um 1607 einen eigenen Friedhof und 1617/18 eine Synagoge. 1617 wurde die erste Synagoge Fürths, die sogenannte Altschul, errichtet und 1653 das erste jüdische Krankenhaus Deutschlands.
Vom Ende des 17. Jahrhunderts bis 1824 bestand hier auch eine Talmudschule, die hohes Ansehen genoss. 1670 wurden viele Juden aus Wien aufgenommen, die durch Kaiser Leopold I. vertrieben worden waren, so dass es 1716 etwa 400 jüdische Familien in der Stadt gab. 1807 betrug der Anteil der Juden an der Gesamtbevölkerung 19 Prozent. 1824 wurde die Talmudschule durch die bayerischen Behörden geschlossen. 1862 erfolgte die Gründung einer jüdischen Volksschule und 1882 einer Mittelschule. Die höchste Zahl jüdischer Bürger wurde 1880 mit ca. 3300 erreicht.

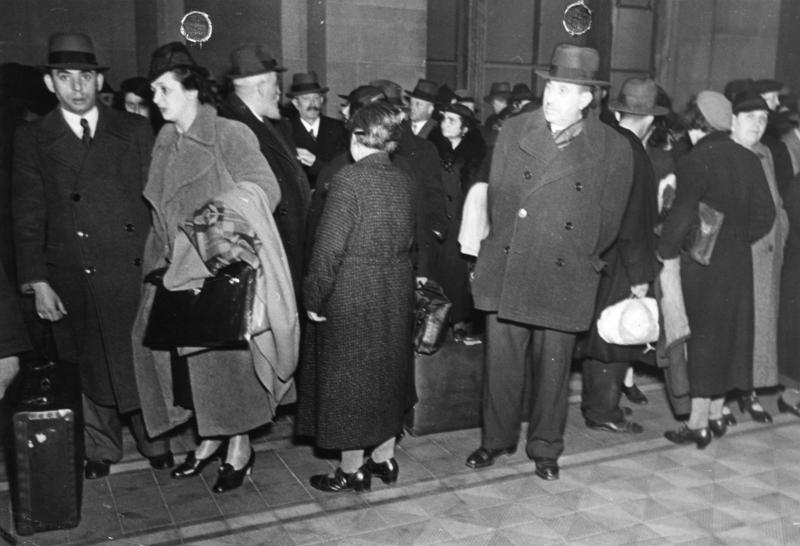
Polenaktion: Im Nürnberger Hauptbahnhof warten am 28. Oktober 1938 polnische Juden aus Nürnberg und Fürth.

Am 28. Oktober 1938 wurden im Rahmen der sogenannten Polenaktion 54 polnische Juden aus Fürth ausgewiesen bzw. deportiert. 1939 zählte die israelitische Gemeinde in Fürth noch 970 Mitglieder, 1940 und 1941 noch über 600. Am 29. November 1941 wurde die „Juden-Evakuierung“ genannte erste Deportation von 94 Fürthern nach Riga angeordnet. Abfahrtsbahnhof war der Bahnhof Nürnberg-Märzfeld. 1942 zählte die israelitische Gemeinde noch 510 Mitglieder. Am 24. März 1942 mussten weitere 231 auf den Transport in den Tod, darunter 33 Waisenkinder des Jüdischen Waisenhauses Ecke Dr.-Hallemann-Straße/Rosenstraße 2, die über das Ghetto Izbica in die Vernichtungslager deportiert wurden, worüber eine Gedenktafel an dem Haus informiert, das heute als Synagoge genutzt wird. Keiner überlebte. Danach gab es in Fürth keine jüdischen Kinder mehr. An die Opfer der Shoa erinnern auch Gedenktafeln an der ehemaligen jüdischen Realschule Blumenstraße 31, auf dem Israelitischen Friedhof Erlanger Straße und auf dem bis 1880 genutzten Alten Jüdischen Friedhof. Im Januar 1943 zählte die israelitische Gemeinde noch 85 Mitglieder. Davon wurden 50 im Juni nach Theresienstadt „geschickt“.
→ siehe auch: Hauptartikel Flucht und Deportation von Juden aus Fürth
Nach dem Ende des Zweiten Weltkriegs wurde in Fürth ein DP-Lager für jüdische displaced Persons eingerichtet. Das Lager, in dem Ende 1945 bereits 850 Bewohner lebten, wurde im Juli 1950 aufgelöst. Die heutige Israelitische Kultusgemeinde Fürth hat ihren Sitz in der Blumenstraße. Sie hat etwa 475 Mitglieder, die überwiegend nach 1990 aus den GUS-Staaten zugezogen sind. Das Jüdische Museum Franken in Fürth zeigt die herausragende Bedeutung Frankens und insbesondere Fürths als Zentrum jüdischen Lebens in Süddeutschland.
Das Denkmal in der Aussegnungshalle (Gebäude von 1902) des Neuen Jüdischen Friedhofs Fürth nennt seit wenigen Jahren die Fürther Opfer des Holocaust. 887 Männer und Frauen jüdischen Glaubens sind hier auf Steintafeln genannt. Vgl. Weblink zum Memorbuch (dort eine Abbildung).

## Gegenwart

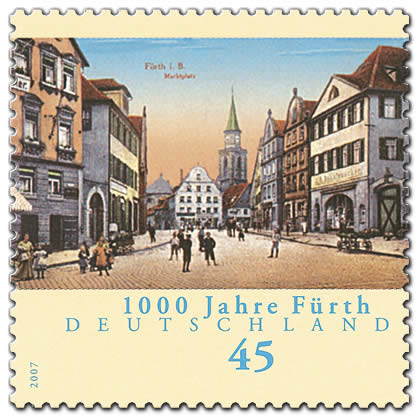
Briefmarke 2007

Die Einwohnerzahl überschritt 1950 erstmals die Grenze von 100.000 Einwohnern. Fürth wurde damit zur Großstadt. In Fürth war bis Februar 2003 der Sitz des gleichnamigen Landkreises. Das Landratsamt befindet sich nun in der Nachbarstadt Zirndorf.
Seit dem 7. Dezember 1985 ist die U-Bahn nach Nürnberg in Betrieb, deren vorläufiger Endpunkt im Stadtteil Hardhöhe am 8. Dezember 2007 dem Verkehr übergeben wurde.
Nach der deutschen Wiedervereinigung gab die US Army ihre beiden Kasernen „Monteith-Barracks“ in Atzenhof (US-Militärstützpunkt von 1945 bis 1992) und „Johnson-Barracks“ an der Schwabacher Straße sowie das „William O. Darby-Areal“ in der Südstadt auf. Die William O. Darby Kaserne zwischen Flößau-, Steuben- und Fronmüllerstraße mit z. T. denkmalgeschützten Gebäuden wurde nach Vorarbeiten nun seit 2003 zielstrebig in ein vielfältig genutztes Gelände mit Wohnquartieren, Parkbereich („Südstadtpark“) und Mittelstandsgewerbe mit Markthalle („Grüne Halle“) umgewandelt; der Park ist seit Herbst 2004 zugänglich.

### Laufende Publikationen
- Fürther Geschichtsblätter, vormals Alt-Fürth, dann Fürther Heimatblätter:
  - Alt-Fürth. Fürther Heimatblätter (Bd. 1, 1937 – Bd. 5, 1941)
  - Fürther Heimatblätter, Neue Folge (Bd. 1, 1951 – Bd. 52, 2002)
  - Fürther Geschichtsblätter, ab Bd. 53, 2003
  - Inhaltsverzeichnis, aufgerufen am 5. April 2008

### Monographien und Artikel
- Hanns-Hubert Hoffmann: Historischer Atlas von Bayern, Franken Heft 4: Nürnberg-Fürth, München 1954 Originalausgabe online (die Karten funktionieren nicht mit jedem Browser)
- Helmut Mahr: Stätten jüdischen Lebens im Landkreis Fürth. Fürth 2001
- Barbara Ohm: 1250 Jahre Fürth. Eine Stadt heute und ihre Geschichte. Historische Gedanken zum Millenniumsjahr 2000, in: Fürther Heimatblätter, NF 50, 2000, S. 93.
- Adolf Schwammberger, Die Gründung Fürths, in: Fürther Heimatblätter, NF 17, 1967, S. 113.
- Adolf Schwammberger: Fürth von A bis Z. Ein Geschichts-Lexikon, Fürth 1968.
- Windsheimer Bernd: Geschichte der Stadt Fürth, Verlag C.H. Beck, München, 2007.